# Highschool of the Dead
Highschool of the Dead (яп. 学園黙示録) — манґа автора Дайсуке Сато, ілюстратор — Сьодзі Сато. Серіалізація розпочалася в журналі Monthly Dragon Age у вересні 2006, перший том виданий Kadokawa Shoten 1 березня 2007 року. У вересні 2008 вихід манґи припинений, відновлений у лютому 2010. Станом на 25 квітня 2011 доступно 7 томів.
Сюжет розгортається навколо групи старшокласників, які потрапили в центр зомбі-апокаліпсису. 12-серійна аніме-трансляція студії Madhouse, екранізація перших чотирьох томів, тривала з 5 липня по 20 вересня 2010. OVA-епізод тривалістю 20 хвилин вийшов 26 квітня 2011 року в комплекті з обмеженим виданням 7 томи манґи.
Аніме та манґа містять сцени, схожі на ті, які були у фільмах Світанок мерців, 28 днів потому, Оселя зла тощо.

## Сюжет
Сюжет розгортається навколо групи учнів старшої школи, приватної академії Фудзімі, які намагаються вижити на тлі зомбі-апокаліпсису. Їм пощастило врятуватися від першої хвилі епідемії, що перетворює людей на зомбі, від світу швидко залишилися руїни, переповнені живими мерцями.
Головний герой аніме, сімнадцятилітній Такаши Комуро, неформальний лідер групи врятованих. Склад цієї групи чимось нагадує героїв РПГ-гри. До неї приєднуються Саєко Бусудзіма — учениця третього класу та президент клубу кендо, Кота Хірано — фанат вогнепальної зброї, Сідзука Марікава — медсестра, Сая Такаґі — дуже ерудована учениця другого класу старшої школи та інші. Виживання в таких важких умовах швидко показує, хто є хто.

## Персонажі

### Головні
- Такасі Комуро (яп. 小室 孝)

17-річний студент другого класу старшої школи Фудзіми, центральний чоловічий персонаж. Він і Рей — друзі дитинства, однокласники. Кілька років тому Рей дала йому обіцянку вийти за нього заміж у майбутньому, проте пізніше дівчина почала зустрічатися з його другом Хікасі. На початку серіалу він став першим свідком нападу зомбі на вчителів біля головних воріт школи. Коли Хісасі вкусили, Такасі убив його ударом бити по голові.
Хоча він не ідеальний студент і має проблеми з навчанням, Такасі рішучій у захисті друзів і де-факто є керівником групи своїх однолітків. Після боротьби на шляху зі школи з бейсбольною битою Комуро отримує пістолет мертвого поліцейського Smith & Wesson Model 37, пізніше використовує дробовик Ithaca 37, що він і Кота придбалии в квартирі Ріки. Під час набігу на поліцейську дільницю має дробовик Benelli M4 Super 90. Хоча він офіційно не має прав, Такасі їздить на мотоциклі та водить Argo ATV.
- Рей Міямото (яп. 宮本 麗)

Однокласниця Такасі Комури з оранжево-коричневим волоссям й очима золотисто-коричневого кольору. До подій серіалу Рей пообіцяла одружитися з Такасі в майбутньому, але через нерішучість Такасі почала зустрічатися з Хісасі. Спочатку засмутилася, що Такасі вбив Хісасі після того, як останній став зомбі, але коли Такасі вже майже пішов геть, вона відмовляється від своїх слів і приносить вибачення, потягнувши його назад. У главі 12 манги Рей каже Такасі, що дівчата люблять хлопців, які милі та дбайливі, хоча Такасі відповідає, що він не відноситься до цієї категорії. Проте ось чому він їй подобається, і вона не хоче, щоб той був з якимись іншими дівчатами. Рей зневажає Сідо, головним чином тому, що він завалив дівчину на екзаменах, Рей залишилася ще на один рік навчання, що створило проблеми для її батька.
- Сая Такагі (яп. 高城 沙耶)

Самопроголошений геній з високим рівнем інтелекту, головний стратег групи виживанців, хоча це часто змушує її бути впертою і зарозумілою. Вона часто залишається поза боєм, воліючи думати про стратегію, щоб допомогти іншим боротися. Це змінюється, коли група готується покинути поліцейський відділок.
Вона дочка впливового політика, її сім'я бере активну участь у політиці Японії. Знання Саі та дедуктивні можливості дозволили групі уникнути небезпеки кілька разів. Вона першою зрозуміла, що мерці реагують на звук. Незважаючи на походження від престижної сім'ї, зневажає батьків. Крім Рей Міямото, вона єдина, хто знайома з Такасі Комуро з дитинства, має глибокі почуття до нього, хоча постійно це заперечує. Трохи сором'язлива, ненавидить той факт, коли люди не звертаються до неї по імені та дивляться їй в очі під час розмови. Єдиним винятком з цього є Кота, з яким її пов'язують дивні відносини: дівчина постійно його лає. Сая виросла дуже прив'язаною до Аліси і діє як старша сестра під час кризи. Сая має тенденцію бути неввічливою. Будучи генієм, завжди вважає себе правою, попри це дівчина показана турботливою людиною.

## Медіа

### Аніме
Аніме-адаптація HOTD. виробництва Madhouse і режисера Тецуро Аракі транслювалася в ефірі японської мережі AT-X з 5 липня по 20 вересня 2010 р. з подальшою трансляцією на TV Kanagawa, Tokyo MX, Chiba TV, KBS Kyoto, TV Aichi, TV Saitama і Sun TV. Шість DVD і Blu-Ray вийшли у реліз Geneon Universal Entertainment між 22 вересня 2010 і 23 лютого 2011 рр.
У Північній Америці аніме-серіал ліцензований Anime Network. Деякі зі сцен були піддані цензурі. В Австралії та Новій Зеландії серіал ліцензований Madman Entertainment, Sentai і Madman пізніше отримали додаткові права на серію.
OVA-епізод HOTD під заголовком «Бродяги із мертвих» був у комплекті з Blu-Ray з обмеженим тиражем видання сьомого тому манги 26 квітня 2011 р. Спочатку його планували транслювати для випуску у лютому, проте пізніше його перенесли. Ліцензований Sentai Filmworks у Північній Америці для потокової передачі.

#### Список епізодів
| Список серій | Список серій                                 | Список серій    |
| № | Назва серії                                  | Дата виходу     |
| --- | -------------------------------------------- | --------------- |
| 1 | Весна мерців «Spring of the Dead»            | 5 липня 2010    |
| Такасі розмірковує про свої стосунки з Рей на балконі школи, що викликає скепсис з боку Такаґі. Трохи пізніше Комура стає свідком нападу зомбі на співробітників школи. Він негайно повертається в клас, щоб попередити друзів про небезпеку, разом з Хісоши та Рей відшукує зброю і починає прориватися назовні. Тим часом по гучномовному зв'язку повідомляють про надзвичайний стан, школярів охоплює паніка, в будівлі спалахує криваве місиво. Учитель сучасної літератури, Такісака, ранить Хісоши. Трійка школярів вирішує піднятися на дах будівлі в обсерваторію і там виявляє, що все місто у вогні і димі. Хісоши перетворюється на зомбі, і Такаши його вбиває ударом бити по голові. |                                              |                 |
| 2 | Втекти від мерців «Escape from the Dead»     | 12 липня 2010   |
| На тлі зомбі-апокаліпсису в школі учні намагаються врятуватися від живих мерців. Такаґі та Хірано забігають в шкільну майстерню, де хлопець споруджує пневматичну зброю; Морікава перетинається з Бусуджімою; забарикадовані на даху будівлі Рей і Такасі вирішують покинути притулок. Шістка перетинається в районі учительської, де приходять на допомогу Такаґі та Хірано. Вони вмикають телевізор і дивляться репортаж про останні події. |                                              |                 |
| 3 | Демократія мерців «Democracy under the Dead» | 19 липня 2010   |
| По телебаченню передають останні новини. «Незвичайна епідемія охопила всю Америку, Білий дім евакуйований... Обговорюється інформація про нанесення ядерного удару. Зв'язок з Москвою втрачений, Пекін охоплений вогнем, в Лондоні поки спокійно, з Риму та Парижа надходять повідомлення про мародерство». Іншими словами, пандемія охопила весь світ. Команда проривається зі школи до автобуса, де паралельно підбирає інших живих, у тому числі шкільного вчителя. Через конфлікт Рей і Комура залишають автобус і виявляються відрізаними від решти компанії. Наостанок вони домовляються зустрітися біля поліцейської ділянки.                                                              |                                              |                 |
| 4 | Тікаючи від мерців «Running in the Dead»     | 26 липня 2010   |
| Такаші та Рей їдуть крізь полчища зомбі на викраденому мотоциклі. Незабаром вони знаходять першу вогнепальну зброю (револьвер) і практично відразу Такаші доводиться використовувати його для захисту Рей від ґвалтівника. |                                              |                 |
| 5 | Вулиці мерців «Streets of the Dead»          | 2 серпня 2010   |
| В аеропорту починається евакуація уряду. Охорону злітно посадкових смуг забезпечує подруга Сідзуко Ріко Мінамі. Тим часом Саеко, Сая, Сідзуко та Кота сваряться з вчителем Сідо і також залишають автобус. Незабаром вони натикаються на юрбу мерців, але їм на допомогу прибувають Такаші та Рей. Знищивши всіх ворогів вони направляються в будинок Ріко. |                                              |                 |
| 6 | «In the Dead of the Night»                   | 9 серпня 2010   |
| 7 | «Dead Night and the Dead Ruck»               | 16 серпня 2010  |
| 8 | «The Dead Way Home»                          | 23 серпня 2010  |
| 9 | «The Sword and Dead»                         | 30 серпня 2010  |
| 10 | «The Dead's House Rules»                     | 6 вересня 2010  |
| 11 | «Dead Storm Rising»                          | 13 вересня 2010 |
| 12 | «All Dead's attack»                          | 20 вересня 2010 |

### Музика
Опенінг «HIGHSCHOOL OF THE DEAD» виконує Кісіда Кіодан і Akeboshi Rockets, ендінг для кожного епізоду відрізняється, виконується Маон Куросакі. CD сингл для опенінгу випущений 18 серпня 2010 р. Geneon Universal Entertainment. CD сингл має інструментальні версії й інші інтерпетації пісні «HIGHSCHOOL OF THE DEAD», нову пісню «Ripple» (яп. リプル).

## Цікаві факти
- Зовнішність і ім'я персонажа Кота Хірано списані з тезки-мангаки.
- Деякі місця дії взяті з фільмів про зомбі. Зокрема універмаг, в якому розвиваються дії тому 5, аналогічний універмагу з фільму Світанок мерців Зака Снайдера.
- Загибель Тадзіми нагадує загибель Карлоса Олівейри у фільмі Оселя зла 3: Вимирання. Будучи укушеним зомбі, Карлос також, як і Тадзіма, підірвав себе разом з бензовозом.
- Абревіатура назви HOTD є також назвою серії ігор House of the Dead.

- В 1 серії, в завершальній драматичній сцені, звучить мелодія, схожа на «In the House — In a Heartbeat», саундтрек фільму 28 днів потому.
- У фінальних титрах 2 серії звучить пісня, схожа на композицію Karma Police групи «Radiohead».
- У 3 серії касир на заправці схожий на британського актора Саймона Пегга, який зіграв головну роль у фільмі Зомбі на ім'я Шон.
- Сцена 3 серії, де група виявляється розділеною, повторює сцену з Resident Evil 2, коли Леон і Клер виявилися розділені вантажівкою. Як і в грі, герої Highschool of the Dead призначили зустріч в поліцейському відділку.
- Розбита вантажівкою поліцейська машина в 4 серії (з неї Рей і Такасі взяли револьвер) також присутня в одній зі сцен Resident Evil 2.
- У 5 серії для показу польоту кулі використовується метод, що нагадує уповільнення руху в «Матриці».
- У 7 серії, коли Такасі готується врятувати Алісу, грає фрагмент пісні The Crystal Method — Weapons of mad distortion з фільму «Блейд. Трійця».
- У фінальних титрах 11 серії звучить пісня Maon Kurosaki — Hollow Men, схожа на композицію New Born групи «Muse».